# Pobjoy Mint

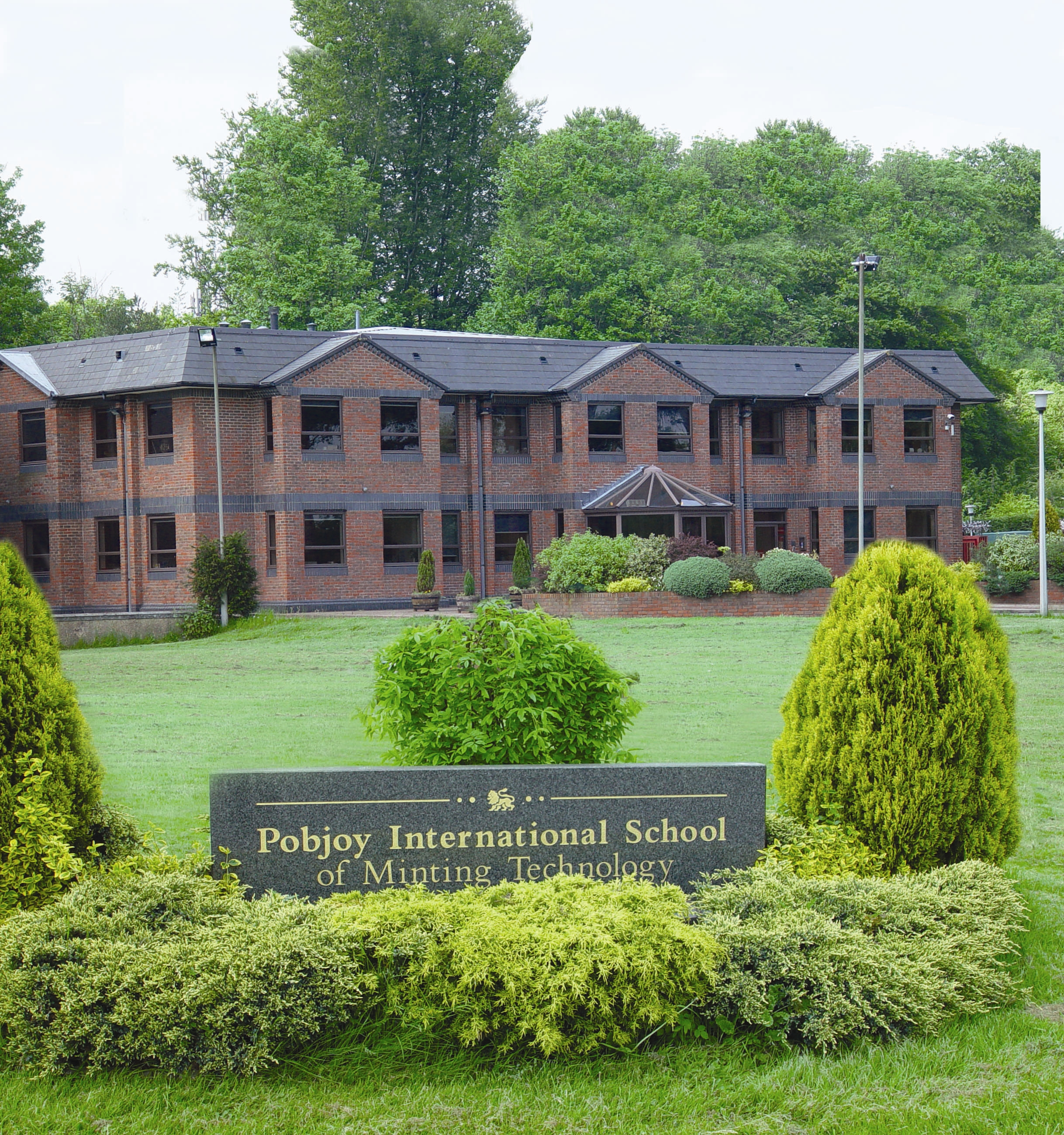
Pobjoy Mint casa de moneda privada ubicada en Surrey, Inglaterra

Pobjoy Mint es una casa de moneda privada del sector empresarial ubicada en Surrey, Inglaterra, que produce monedas conmemorativas, medallas, fichas y lingotes. Esta casa de la moneda también fabrica moneda circulante para algunos territorios británicos de ultramar, como el Territorio Antártico Británico, y para algunos países soberanos, incluidos Sierra Leona y Vanuatu.

## Historia
La casa de moneda fue fundada en 1965 por Derek Pobjoy, quien compró una prensa de monedas después de dejar los negocios de joyería y albañilería de su padre, Ernest Pobjoy, para establecer una casa de moneda. Tras la muerte de Winston Churchill aquel el mismo año, la pequeña casa de moneda produjo una serie de medallas de oro conmemorativas. 
Desde 1974, la Pobjoy Mint se ha involucrado en la producción y venta internacional de sellos postales de nueva emisión y actualmente coordina exclusivamente los programas de acuñación de monedas y emisión de sellos de siete países: Isla Ascensión, Bahamas, Territorio Antártico Británico, Islas Vírgenes Británicas, Islas Malvinas, Islas Georgias del Sur y Sándwich del Sur y Tristán da Cunha).
Como fabricantes de cadenas de oro, insignias y escudos de todo tipo, la Pobjoy Mint ha sido contratista de los agentes de la Corona británica y varios joyeros de Londres, para quienes ha ejecutado encargos relacionados con metales preciosos y piedras preciosas.

## Innovaciones numismáticas
En la década de 1970, la empresa desarrolló una nueva aleación de metal similar a la plata alemana conocida como Virenium, que constaba de 81 % de cobre, 10 % de zinc y 9 % de níquel. Esta aleación se ha utilizado en emisiones conmemorativas no circulantes desde 1978.
En 1983, la empresa también creó el Manx Noble, una moneda de oro que contiene una onza troy de platino. Fue la primera moneda de inversión fabricada con platino fino de pureza 0,9995. Su producción duró seis años, de 1983 a 1989. El Manx Noble tiene estatus de moneda de curso legal aunque, al igual que el Krugerrand de oro sudafricano, su valor se define únicamente por su contenido de metales preciosos, ya que no tiene valor numismático.
La Pobjoy Mint también produjo la moneda de oro del ángel de la Isla de Man, de 1984 a 2016. 
En 1999, la Pobjoy Mint emitió la primera moneda de titanio del mundo, la moneda de 5 libras esterlinas de Gibraltar, conmemorativa al nuevo milenio.

## Países y gobiernos que han emitido monedas en la Pobjoy Mint
Pobjoy Mint ha acuñado monedas no circulantes (conmemorativas), circulantes y pruebas para casi el 20% de los gobiernos y bancos centrales del mundo, además de realizar trabajos subcontratados para ciertas casas de moneda nacionales del Reino Unido. También se han producido muchas emisiones de medallones, en particular para Hong Kong, Malasia y los Estados Árabes. La Pobjoy Mint también ha producido ochenta medallones diferentes para la colección del Fondo Mundial para la Naturaleza.
En total, la Pobjoy Mint ha acuñado monedas para los siguientes países:
- Bahamas.
- Bolivia.
- Bosnia y Herzegovina.
- Burundi.
- Eritrea.
- España.
- Etiopía.
- Filipinas.
- Fiyi.
- Gambia.
- Gibraltar.
- Guinea.
- Hong Kong.
- Isla Ascensión.
- Isla de Man.
- Islas Cook.
- Islas Georgias del Sur y Sándwich del Sur.
- Islas Malvinas.
- Islas Pitcairn.
- Islas Salomón.
- Islas Vírgenes Británicas.
- Territorio Antártico Británico.
- Territorio Británico del Océano Índico.
- Kirguistán.
- Liberia.
- Macao.
- Malasia.
- Nigeria.
- Niue.
- Perú.
- Samoa.
- Santa Helena.
- Senegal.
- Seychelles.
- Sierra Leona.
- Somalilandia.
- Tanzania.
- Tayikistán.
- Tokelau.
- Tonga.
- Tristán da Cunha.
- Uzbekistán.
- Vanuatu.

## Cierre
En 2023, la Pobjoy Mint anunció que cerraría sus puertas en noviembre, tras 58 años ininterrumpidos de funcionamiento, confirmando que ya no produciría monedas ni medallas para el año 2024. El cierre de esta empresa acuñadora de carácter privado dejó a cerca de cuarenta personas sin trabajo, y no trascendieron más razones que el retiro de su dueña y administradora, Taya Pobjoy.